# Siła wypadkowa

Siła F jest siłą wypadkową sił F_{1} i F_{2}.

Siła wypadkowa – w mechanice, siła zastępująca działanie kilku sił, przyłożonych do tego samego ciała. Siła wypadkowa powoduje zmianę pędu ciała, zgodnie z drugą zasadą dynamiki Newtona.
Siła wypadkowa jest sumą wektorową sił działających na dane ciało. Siły, tworzące sumę wektorową nazywa się siłami składowymi. Siły składowe, mogą być rzeczywiście działającymi siłami lub składowymi innych sił.
W wypadku ciał rozciągłych zerowa wartość siły wypadkowej nie oznacza, że nie ma żadnych skutków działania sił. Jeżeli poszczególne siły składowe zaczepione są w różnych punktach ciała, to może istnieć nieznikający wypadkowy moment siły, zmieniający obrót ciała.
W wypadku ciał rozciągłych, które nie są doskonale sztywne, skutkiem działania sił może być jego odkształcenie.